# Jungfrauengeburt

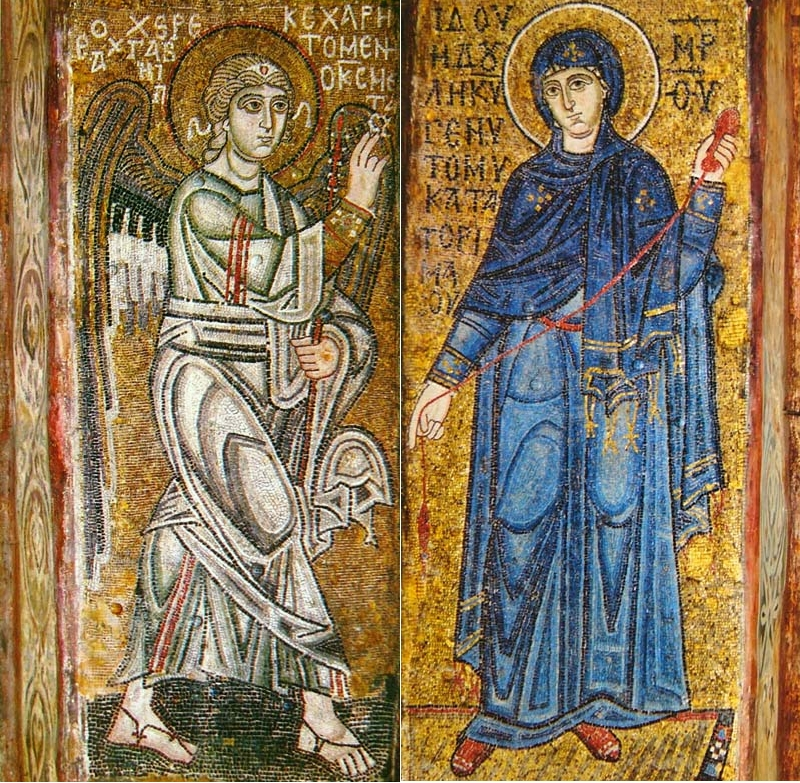
Mosaiken der Verkündigung in der Kathedrale der hl. Sophia in Kiew

Als Jungfrauengeburt bezeichnet die christliche Theologie die Geburt Jesu von der Jungfrau Maria, die vom Heiligen Geist schwanger geworden sein soll, wie es in den Evangelien nach Matthäus und nach Lukas im Neuen Testament als Wunder Gottes verkündigt wird. Die Jungfrauengeburt ist seit dem 2. Jahrhundert im altrömischen Taufbekenntnis als Bekenntnissatz belegt. In den drei altkirchlichen Glaubensbekenntnissen, darunter dem Apostolicum, ist es auch dogmatisiert:

„… empfangen durch den Heiligen Geist, geboren von der Jungfrau Maria …“

Die katholische und die orthodoxen Kirchen lehren darüber hinaus die immerwährende Jungfräulichkeit Marias vor, bei und nach Jesu Geburt. Die Jungfrauengeburt ist zu unterscheiden von der Lehre der unbefleckten Empfängnis Mariens.

## Neues Testament

### Matthäus und Lukas
Die Geburt Jesu von einer Jungfrau wird in Mt 1,18–25  und Lk 1,26–35  im Kontext anderer Texte zu Jesu Herkunft erzählt. Darunter sind zwei Vorfahrenlisten. Diese väterlichen Stammlinien betonen Jesu Herkunft aus dem erwählten Volk Israel und führen bis zu Josef. Während es in der Liste bei Matthäus 39-mal hintereinander heißt, der Vater habe den Sohn „gezeugt“ (griech. Aktiv: ἐγέννησεν egénnēsen), wird bei Lukas hervorgehoben, dass Jesus „aus Maria hervorgebracht“ (Passiv: ἐγεννήθη egennḗthe, aber nicht ἐτέχθη etéchthē, „geboren“) wurde:

„Jakob zeugte den Josef, den Mann Marias; von ihr wurde Jesus geboren, der der Christus genannt wird.“

„Er galt als Sohn Josefs.“

Danach legt das Matthäusevangelium dar, dass Jesus der Messias sei, obwohl er nicht leiblich von König David abstamme. Immerhin sei er gemäß prophetischer Ankündigung in der Stadt Davids geboren worden (Mt 2,1–11 ). Josef, ein Nachfahre Davids, war Jesu Ziehvater, er habe für Maria gesorgt, um seine schwangere Verlobte weder zu beschämen noch zu verstoßen. Maria habe durch das Wirken des Heiligen Geistes empfangen, Mt 1,23  zitiert als biblische Verheißung dazu nach der Septuaginta und mit dem Zusatz der Namenserklärung:

«διὰ τοῦτο δώσει κύριος αὐτὸς ὑμῖν σημεῖον ἰδοὺ ἡ παρθένος ἐν γαστρὶ ἕξει καὶ τέξεται υἱόν καὶ καλέσεις τὸ ὄνομα αὐτοῦ εμμανουηλ»

„Darum wird der Herr selbst euch ein Zeichen geben: Siehe, die Jungfrau wird schwanger werden und einen Sohn gebären und wird seinen Namen Immanuel nennen.“

In der Fassung des Matthäus (Mt 1,23) lautet das Zitat:

«ἰδοὺ ἡ παρθένος ἐν γαστρὶ ἕξει καὶ τέξεται υἱόν, καὶ καλέσουσιν τὸ ὄνομα αὐτοῦ Έμμανουήλ, ὁ ἐστιν μεθερμηνευόμενον μεθ΄ ἡμῶν ὁ Θεός.»

„Siehe, die Jungfrau wird schwanger sein und einen Sohn gebären, und sie werden seinen Namen Emmanuel nennen, was übersetzt ist: Gott mit uns.“

Dies habe sich wörtlich erfüllt, da Josef vor Jesu Geburt keinen Geschlechtsverkehr mit Maria gehabt habe (Mt 1,25 ).
In Lukas 1,26ff kündigt ein Engel Maria die Geburt des Messias an. Auf ihre Rückfrage, wie das bei einer unberührten Frau möglich sei (V.34), weist der Engel auf die Schöpfermacht des Heiligen Geistes hin (V.35). Dies überbietet Gottes entsprechendes Eingreifen in das Leben der Freundin Marias (V.36ff.). Im Gegensatz zu Zacharias (V.18ff.) hat Maria die Engelsbotschaft im gehorsamen Glauben angenommen (V.38). Darauf wird sie selig gepriesen (V.45) und dankt Gott mit einem Loblied für die Gnade der Messiasgeburt (V.46–55).
Beide Geburtsgeschichten enthalten gemeinsame Motive:
- Josef und Maria sind verlobt, nicht verheiratet,
- Josef ist Nachkomme König Davids,
- ein Engel kündigt Jesu Geburt an,
- dieser wird durch den Heiligen Geist empfangen bzw. gezeugt,
- er ist Gottes Sohn mit einem unüberbietbaren, endgültigen Auftrag Gottes für ganz Israel und alle Völker.

Diese Aussagen stehen bei den Evangelisten im Rahmen theologischer Aussagen zu Jesu Identität und Sendung: Er werde sein Volk von seinen Sünden erlösen (Mt 1,21), er sei der einzige und einzigartige Sohn Gottes (Lk 1,35) und Herr (Lk 1,43). Ihre Berichte über sein weiteres Leben beziehen sich nirgends mehr ausdrücklich auf eine Jungfrauengeburt. Texte wie Mt 12,46–50, Lk 2,22–52 und Joh 2,1–11 sprechen unbefangen von Jesu Eltern und distanzieren ihn – in Anspielung auf seine ganz andere Herkunft – zugleich von ihnen.
Nach Ulrich Luz sei der „Weissagungsbeweis“ in Mt 1,22 f. exegetisch nicht haltbar, da das hebräische Alma in Jes 7,14 eindeutig keine unberührte Frau meine. Die jüdische Exegese, wonach hier die Geburt eines Königs angekündigt werde, sei immer berechtigt gewesen. Auch einige römisch-katholische Theologen, etwa Hans Küng, sind dieser Sicht gefolgt.
Anders hingegen etwa der Alttestamentler Otto Kaiser: er ist der Ansicht, dass das hebräische Alma, das bei der Übersetzung des hebräischen Textes ins Griechische mit Parthenos wiedergegeben wurde, nicht durchweg eine junge Ehefrau, die noch kein Kind geboren hat, bezeichne, sondern etwa in 1. Mose 24,43 auf eine noch unverheiratete junge Frau (Rebekka) angewendet werde; er vertritt die Meinung, dass das hebräische Wort Alma eine junge Frau im Zeitraum zwischen Geschlechtsreife und erster Empfängnis bezeichne, sodass die griechische Übersetzung Parthenos („Jungfrau“) durchaus dem hebräischen Wort Alma gerecht werde.
Auch der evangelisch-reformierte Dogmatiker Karl Barth bezeichnet in seiner Kirchlichen Dogmatik exegetisch kenntnisreich in deutlicher Abgrenzung zur liberalen Theologie die jungfräuliche Geburt Jesu als Wunder, das die eigentlich grundlegende Voraussetzung der Rede von der Gottessohnschaft Christi sei. Es handle sich seiner Ansicht nach weniger um ein exegetisches als vielmehr ein theologisches Problem, da die jeweiligen Theologen mit unterschiedlichen Weltanschauungen an den biblischen Text herangingen.

### Übrige Schriften des Neuen Testaments
Die übrigen Schriften des NT erwähnen keine Jungfrauengeburt Jesu. Das Markusevangelium nennt Jesus von Beginn an Sohn Gottes (Mk 1,1 ), berichtet aber nicht von seiner Geburt. Markus 1,11  betont die göttliche Erwählung des erwachsenen Jesus bei seiner Taufe mit Anspielung auf Hosea 11,1  und 2. Samuel 7,14 : „Du bist mein geliebter Sohn“. Jesus vertritt demnach das bereits erwählte Volk Israel und verkörpert als designierter Messias Gottes neue Befreiungstat an diesem Volk. Nach Mk 6,3  war er in Nazaret als „Sohn der Maria“ bekannt und hatte Geschwister.
Nach Gal 4,4  wurde Jesus „geboren von einer Frau [γυνή, gynḗ]“. Nach Röm 1,3  ist er ein „Nachkomme Davids“. In Joh 1,45  nennt ein Jünger Jesus nach Erkenntnis seiner Messianität „Sohn Josefs“. Joh 7,42  betont, der Messias stamme, wie im Alten Testament vorhergesagt, von David ab. Offb 12,1.5  spricht von seiner Geburt aus einer „Frau“, die zeichenhaft am Himmel erscheint.

## Lehrentwicklung

### Alte Kirche
In der Patristik entwickelte sich der Glaube an Marias Jungfräulichkeit zum Lehrsatz (Dogma) in zwei Varianten:
- Maria habe Jesus als Jungfrau durch den Heiligen Geist empfangen und vor Jesu Geburt mit keinem Mann verkehrt.
- Sie sei auch während und nach Jesu Geburt Jungfrau geblieben und mit Josef nur dem Namen nach verheiratet gewesen (Josefsehe).

Beide Ansichten bestanden nebeneinander; die zweite wurde erst seit dem 6. Jahrhundert zum dogmatischen Streitpunkt – siehe dazu Immerwährende Jungfräulichkeit Marias.
Ignatius von Antiochien sprach als erster von Marias „Jungfrauschaft“ (griech. παρθενία parthenía) und ihrem „Gebären“ (τόκος  tókos), das Gott „in der Stille“ vollbracht habe, so dass dieses Wunder dem „Fürsten dieser Welt“ verborgen geblieben sei. Er führte dieses Motiv als Erster in die regula fidei, die lehrhafte Zusammenfassung der christlichen Botschaft, ein.
Justin der Märtyrer setzte sich in seinem Dialog mit dem Juden Tryphon (entstanden 155–160) als Erster mit jüdischem Widerspruch gegen den Glauben an Jesu Jungfrauengeburt auseinander. Er deutete Jes 7,10–17 als deren Vorhersage für die „Christgläubigen“ und stellte die Septuaginta-Übersetzung dieser Stelle gegen den hebräischen Urtext und die Septuagintarevisionen von Theodotion, Aquila und Symmachus, die alma in Jes 7,14 mit griechisch νεᾶνις neánis (junge Frau, Mädchen), nicht mit παρθένος parthénos (Jungfrau) übersetzten. Er betonte auch mit Hinweis auf die Perseussage, nur von Jesus Christus sei jemals eine Jungfrauengeburt verkündet worden. Er erklärte diese mit seiner Präexistenz zur Überwindung der Erbsünde (Gen 3):

„Wer das, was allgemein, von Natur und ewig gut ist, tat, ist Gott wohlgefällig und wird deshalb durch unseren Christus bei der Auferstehung […] in die Zahl jener eingereiht werden, welche den Sohn Gottes in unserem Christus erkannten, der vor Luzifer und vor dem Monde war und der durch die erwähnte Jungfrau aus dem Hause Davids Fleisch annehmen und geboren werden wollte, damit durch diese Heilstatsache die Schlange, die Missetäterin in der Urzeit, und die gesinnungsverwandten Engel niedergeschlagen werden und der Tod sein Ansehen verliere.“

Damit wurde Christus zum Gegentyp Adams, Maria zum Gegentyp Evas.
Gnostiker wie Kerinth und Karpokrates bestritten die Jungfrauengeburt. Auch manche Gruppen von Judenchristen wie die Autoren der Pseudo-Clemensbriefe sahen ihn als nur-menschlichen, natürlich gezeugten Messias. Dabei stützten sie sich auf die Revisionen der Septuaginta. Ihnen gegenüber machte Irenäus von Lyon den Glauben an die Jungfrauengeburt in seinem Traktat Adversus haereses (um 180) zum Kriterium für wahres Christsein und erklärte die, die ihn bestritten, zu Häretikern, wobei er Gnostiker und von ihm Ebioniten genannte Judenchristen gleichsetzte. Damit schloss er diese anders als Justin aus dem Christentum aus. Dieses Verdikt fällte Hieronymus auch über die Nazoräer, obwohl diese anderen Judenchristen an die Jungfrauengeburt Jesu glaubten.
Um 300 wurde der neue Ausdruck „Gottesgebärerin“ (Θεοτόκος Theotókos, lateinisch Dei genitrix) für Maria in Gebeten und liturgischen Texten üblich. Daraufhin warnten einige Theologen davor, Maria als Göttin neben Jesus zu verehren. Ambrosius von Mailand schrieb:

„Es lenke niemand auf die Jungfrau ab. Maria war der Tempel Gottes, nicht der Gott des Tempels; folglich ist allein der anzubeten, der im Tempel tätig war.“

Athanasius betonte: „Maria ist unsere Schwester, da wir alle aus Adam sind.“ Sie sei also ebenso auf Erlösung durch Jesus Christus angewiesen wie alle übrigen Menschen.
Nestorius erlaubte den Ausdruck dem freudigen Marienverehrer; „nur soll er nicht die Jungfrau zur Göttin machen“. Um dies zu verhindern, schlug er erfolglos die Alternativbegriffe „Gottesempfängerin“ und „Christusgebärerin“ vor. Wegen des Streits um diese Vorschläge wurde 431 das Konzil von Ephesos einberufen. Dort ließ Kyrill von Alexandria Nestorius als Ketzer verurteilen. Die Bezeichnung Theotókos wurde dogmatisiert. In der Volksfrömmigkeit wurde Maria nun auch als „Muttergottes“ bezeichnet, „durch welche verherrlicht wird die heilige Dreieinigkeit […], durch welche überall der Grundstein zu Kirchen gelegt worden ist.“
Die Aussage „geboren aus“ oder „von der Jungfrau Maria“ wurde in die altkirchlichen Bekenntnisse, zuerst das Altrömische und Apostolische Glaubensbekenntnis aufgenommen. Das Nicäno-Konstantinopolitanum schloss Marias Göttlichkeit betont aus:

„Für uns Menschen und zu unserem Heil ist er vom Himmel gekommen,
hat Fleisch angenommen durch den Heiligen Geist von der Jungfrau Maria
und ist Mensch geworden.“

Zugleich bekräftigte das Konzil von Chalcedon 451 den Begriff Theotokos für Maria:

„Vor aller Zeit wurde er aus dem Vater gezeugt seiner Gottheit nach, in den letzten Tagen aber wurde derselbe für uns um unseres Heiles willen aus Maria, der Jungfrau, der Gottesgebärerin, der Menschheit nach geboren.“

Das Dogma der Jungfrauengeburt folgte also historisch und sachlogisch den gesamtkirchlichen Klärungen zur Christologie und Trinitätslehre: Aus der Wesenseinheit des ewigen Sohnes Gottes mit Gott und seiner ebenso wesentlichen Personeinheit mit dem Menschen Jesus ergab sich die Notwendigkeit, seine Annahme der menschlichen Natur im Mutterleib der Maria ohne jedes menschliche Zutun auszusagen. Maria war für die an Jesus Christus Glaubenden die, die dem gottgleichen Sohn Gottes seine menschliche Natur gab, indem sie ihn als Jungfrau empfing und gebar. Darum sagte das Athanasische Glaubensbekenntnis:

„Gott ist er aus der Wesenheit des Vaters von Ewigkeit gezeugt, und Mensch ist er aus der Wesenheit der Mutter in der Zeit geboren.“

Angeregt durch die Marienverehrung und die Liturgie formulierte das Zweite Konzil von Konstantinopel 553 den Satz:

„Der Logos hat Fleisch angenommen von der heiligen ruhmreichen Gottesgebärerin und Immerjungfrau [semper virgo] Maria und wurde von ihr geboren.“

Die Aussage sollte Marias lebenslange Tugendhaftigkeit herausstellen, die ihrer Rolle als „Gottesgebärerin“ entspreche. Damit wurde nahegelegt, dass Maria ebenso viel Anteil an der Hervorbringung Jesu Christi wie Gott habe und ebenso sündlos geblieben sei wie dieser.

### Römisch-katholische Kirche
Da Jesus nach altkirchlicher Auffassung nur als vollkommen sündloser Mensch alle Menschen von der Erbsünde befreien konnte, musste auch Maria, die ihm seine Menschlichkeit gab, sündlos gewesen sein. Die Lateransynode 649 unter Papst Martin I. erklärte deshalb in Canon 3 den Glauben an die immerwährende Jungfräulichkeit Marias und ihre unbefleckte Empfängnis (immaculata conceptio) für heilsnotwendig:

„Wer nicht mit den Heiligen Vätern im eigentlichen und wahren Sinne die heilige und immer jungfräuliche und unbefleckte Maria als Gottesgebärerin bekennt, da sie […] das göttliche Wort selbst, das vom Vater vor aller Zeit gezeugte, in den letzten Zeiten, ohne Samen, vom Heiligen Geist empfangen und unversehrt geboren hat, indem unverletzt blieb ihre Jungfrauschaft auch nach der Geburt, der sei ausgeschlossen.“

Seit etwa 300 wurden Juden von Christen verfolgt, seit dem 7. Jahrhundert zuerst in Spanien, später in weiten Teilen Europas auch wegen ihrer Ablehnung der Jungfrauengeburt Jesu (siehe Antijudaismus). Dabei spielte die Übersetzung von Jes 7,14 eine Schlüsselrolle.
Die Lehre von der unbefleckten Empfängnis bezieht sich auf die Freiheit von der Erbsünde bei der (normalen biologischen) Zeugung Mariens im Schoß ihrer Mutter, nicht auf die jungfräuliche Geburt Jesu; diese beiden Dogmen werden oft verwechselt.
In der Scholastik im 9. Jahrhundert entbrannte erneut ein Streit um diese Frage: Paschasius Radbertus vertrat die Unversehrtheit der Jungfräulichkeit Marias nach Jesu Geburt, Ratramnus von Corbie dagegen lehrte eine natürliche Geburt Jesu nach göttlicher Zeugung. 1546 bekräftigte das Konzil von Trient erneut die immerwährende Jungfräulichkeit der Gottesmutter Maria. 1854 dogmatisierte Papst Pius IX. die Lehre von der unbefleckten Empfängnis Marias.
Joseph Ratzinger, der spätere Papst Benedikt XVI., vertrat 1968 die Auffassung, dass es sich bei der Empfängnis Jesu nicht um eine Zeugung durch Gott, sondern um eine Neuschöpfung handelt: „Gott wird dadurch nicht etwa zum biologischen Vater Jesu…“. Denn dies hätte zur Folge, dass man annehmen müsse, dass Jesus halb Gott, halb Mensch sei. Sein Gottsein mache ihn aber nicht weniger zum Menschen. Ratzinger bezeichnete es für den christlichen Glauben als immer schon grundlegend, dass Jesus ganz Gott und ganz Mensch sei.
1987 wurde Uta Ranke-Heinemann von der katholischen Kirche die kirchliche Lehrbefugnis entzogen, nachdem sie öffentlich geäußert hatte, dass sie nicht an die Jungfrauengeburt glaube. In ihrer 1992 erschienenen Schrift Nein und Amen äußerte sich die Theologin erneut zu dieser Problematik, es sei „eine theologische Schizophrenie“, wenn Katholiken sagen sollten, Jesus sei der Sohn Davids, aber niemals sagen dürften, er sei der Sohn Josefs, über den allein er doch Sohn Davids sei.

### Reformatorische Kirchen
Die Reformatoren Martin Luther, Jean Calvin und Ulrich Zwingli übernahmen die altkirchliche Lehre von der Jungfrauengeburt. Luther wies den Vorwurf katholischer Gegner, dass er sie leugne, 1523 in seiner Schrift Daß Jesus Christus ein geborener Jude sei zurück. Mit der Bibel begründete er sowohl Jesu übernatürliche Empfängnis als auch seine Abstammung von Abraham, also sein Judentum. Alma in Jes 7,14 sei mit „Jungfrau“ zu übersetzen und kündige die Geburt Jesu von einer Jungfrau an. Marias Verehrung als immerwährende Jungfrau dagegen sei Götzendienst. Diese Lehre sei unwichtig für den Glauben an die Menschwerdung des Sohnes Gottes, da die Bibel kein Interesse an der Frage zeige, ob Maria nach Jesu Geburt Jungfrau geblieben sei. Daher dürfe man daraus keinen Glaubensartikel machen. Bei allen christlichen Glaubensäußerungen sei die Verehrung Christi, nicht primär Marias anzustreben.
Die Schmalkaldischen Artikel von 1537 bekräftigten das Apostolikum mit der Aussage, der Sohn Gottes sei „vom heiligen Geist ohn männlich Zutun empfangen und von der reinen, heiligen Jungfrau Maria geporn“; der lateinische Text übernahm auch die immerwährende Jungfräulichkeit (ex Maria pura, sancta, semper virgine nasceretur). Die Konkordienformel von 1577 erklärte, der Sohn Gottes habe seine göttliche Majestät „im Mutterleibe erzeiget, daß er von einer Jungfrauen unvorletzt ihrer Jungfrauschaft geboren; darumb sie wahrhaftig Gottes Mutter und gleichwohl eine Jungfrau geblieben ist.“

## Islam
Im Koran wird Jesus immer Isa bin Maryam („Jesus, Sohn Marias“) genannt. Damit wird seine göttliche Abkunft abgelehnt. Andererseits wird die Jungfräulichkeit Marias übernommen und betont (Sure 19:17–21):

„Sie trennte sich von ihnen durch einen Vorhang, und Wir schickten ihr Unseren Geist, der sich ihr in der Gestalt eines wohlgeformten Menschen zeigte. Sie sagte: ‚Ich bitte Gott, den Barmherzigen, um Beistand gegen dich. Du mögest gottesfürchtig sein.‘ ‚Ich bin doch ein Bote deines Herrn, damit ich dir einen reinen Sohn beschere.‘ Da sagte sie: ‚Wie könnte ich einen Sohn bekommen, wo mich kein Mann berührt hat und ich nicht unkeusch gewesen bin?‘ Er antwortete: ‚So ist es. Also sprach dein Herr: ‚Das ist mir ein leichtes. Wir machen ihn zu einem Zeichen für die Menschen als eine Barmherzigkeit von Uns.‘ Es ist eine beschlossene Sache.“

Der Heilige Geist, im Koran oft in Gestalt des Erzengels Gabriel, habe Maria diese Botschaft gebracht: Damit teilt der Koran den Glauben an Jesu Zeugung ohne einen biologischen Vater als Wunder Gottes und Zeichen seiner Macht.

„(Damals) als die Engel sagten: ‚Maria! Gott verkündet dir ein Wort von sich dessen Name Jesus Christus, der Sohn der Maria, ist! Er wird im Diesseits und im Jenseits angesehen sein, einer von denen, die (Gott) nahestehen. Und er wird (schon als Kind) in der Wiege zu den Leuten sprechen, und (auch später) als Erwachsener, und (wird) einer von den Rechtschaffenen (sein).‘ Sie sagte: ‚Herr! Wie sollte ich ein Kind bekommen, wo mich (noch) kein Mann (w. Mensch) berührt hat?‘ Er (d. h. der Engel der Verkündigung oder Gott?) sagte: ‚Das ist Gottes Art (zu handeln). Er schafft was er will. Wenn er eine Sache beschlossen hat, sagt er zu ihr nur: sei!, dann ist sie. Und er wird ihn die Schrift, die Weisheit, die Thora und das Evangelium lehren.‘“

Wie schon bei der Schöpfung Adams, des ersten Menschen, der keine Eltern hatte, habe Gott nur gesagt: „Sei!“ – und es sei geschehen (3:59). Allerdings ist Jesus trotz dieser göttlichen Herkunft für Muslime kein Gott oder Teil Gottes und nicht mit diesem vergleichbar (siehe Tauhīd).

## Neuzeitliche Infragestellung im 19. Jahrhundert
Die im Zeitalter der Aufklärung begonnene historisch-kritische Exegese kritisierte christliche Dogmen und richtete sich dabei auch gegen die Lehre von der Jungfrauengeburt. Sie wurde zuerst vom Philosophen Bruno Bauer formuliert. Die seiner Ansicht nach unlösbaren Widersprüche im Neuen Testament nötigten dazu, die Ehe der Eltern Jesu als ganz normal geschlossene Ehe zu betrachten. Man wisse auch nicht, ob Jesus der erstgeborene Sohn gewesen sei.
David Friedrich Strauß zählte die Jungfrauengeburt erstmals 1835 in seiner Schrift „Das Leben Jesu“ zu den mythischen Motiven, die die Urchristen absichtslos erdichtet hätten, um ihre Ideen auszudrücken. Er nannte einige der bis heute üblichen exegetischen Einwände dagegen: Die Vorfahrenlisten seien konstruiert, unvereinbar und ergäben nur Sinn, wenn sie ursprünglich Jesu natürliche Davidsohnschaft, also Josefs Vaterschaft aussagen wollten. Dies hätten Mt und Lk nachträglich an das von ihnen geschaffene Jungfrauengeburtsmotiv angepasst (Mt 1,16; Lk 3,23). Auch ihre jeweiligen Geburtsankündigungen seien unvereinbar und daher ohne historischen Auskunftswert. Lk 1,32f. kündige nur den Davidsohn im Sinne von 2. Samuel 7,14 und Ps 2,7 an; die in Lk 1,34f. angekündigte Jungfrauengeburt Jesu sei sekundär angefügt worden. Auch Mt 1,21 zeichne Jesu Sendung als messianisch, so dass der Geistempfang in V. 19 und das Reflexionszitat von Jes 7,14 nach der LXX vom Evangelisten stammen müsse; er habe es kontextwidrig auf Jesus bezogen. Das Motiv fehle in allen übrigen Schriften des Neuen Testaments und auch in den beiden Evangelien selbst, die es anfangs erwähnten. Es widerspreche Stellen, die Josef als Vater (Lk 2,48; Joh 1,46), Maria und Josef als Eltern (Lk 2,41) nennen. Es widerspreche sowohl allen Naturgesetzen als auch dem vorchristlichen Judentum. Christen hätten es aus griechisch-römischen Vorstellungen übernommen, um Gottes in der Bibel geschildertes Eingreifen bei der Geburt bedeutender Juden zu überbieten.
Aufgrund solcher Kritik deutete die deutschsprachige liberale Theologie im 19. Jahrhundert Jesu Jungfrauengeburt als symbolische Metapher, nicht als historische und biologische Tatsache. Friedrich Schleiermacher lehnte beide Varianten des Dogmas aus exegetischen und theologischen Gründen ab: Es widerspreche den Abstammungslisten und könne auch Jesu Sündlosigkeit nicht begründen, da dann alle mütterlichen Vorfahren, nicht nur Maria und ihre Mutter, sündlos gewesen sein müssten.
1846 formulierte Karl Immanuel Nitzsch für die erste Generalsynode der unierten Evangelischen Kirche in Preußen ein neues Glaubensbekenntnis ohne die Sätze zur Geistempfängnis, Jungfrauengeburt, Höllenfahrt, Auferstehung des Fleisches und Wiederkunft Christi zum Gericht. 1871 stellten die Pfarrer Adolf Sydow und Gustav Lisco die Glaubenssätze zur Jungfrauengeburt und zur Höllenfahrt im Apostolikum öffentlich in Frage und lösten damit den anhaltenden innerevangelischen Apostolikumsstreit aus. Adolf von Harnack erklärte dazu 1892, die Jungfrauengeburt stehe nicht im Zentrum des Christentums; ihr Vorhandensein im Apostolikum sei ein „wirklicher Notstand“, da man diese Aussage kaum symbolisch deuten könne, um so ihren Anstoß für aufgeklärte Christen zu beseitigen. Sie sei aber kein ursprünglicher Bestandteil des urchristlichen Glaubens und nicht aus der Präexistenzaussage abgeleitet worden, sondern drücke Jesu Gottsein auf dieser widersprechende Weise aus. Er schlug daher vor, das Apostolikum nicht in die evangelische Gottesdienstordnung aufzunehmen und es durch ein auf konsensfähige evangelische Glaubenssätze begrenztes Formular zu ergänzen.
Dies verschärfte den Streit. Als Hauptgegner Harnacks traten Hermann Cremer (1834–1903) und Theodor Zahn (1838–1933) hervor. Das von Nitzsch formulierte Credo lehnten die lutherischen Kirchenbehörden ab und erklärten die Jungfrauengeburt zum unaufgebbaren Fundament des christlichen Glaubens. Eine „Eisenacher Erklärung“ von 24 Theologen wies dies im Oktober 1892 zurück.

## Religionsgeschichtliche Forschung
Die aufkommende religionsgeschichtliche Forschung hatte wesentlichen Einfluss auf den Fortgang der Auseinandersetzung. Die neutestamentlichen Erzählungen von der Jungfrauengeburt und ihre Motive wurden mit altorientalischen und hellenistischen mythischen Erzählungen von der göttlichen Abstammung bedeutender Menschen, meist männlicher Herrscher, aber auch mit biblischen Erzählungen von wunderbaren vergangenen oder angekündigten Geburten verglichen, um eine mögliche Herkunft zu erklären. Sie beschreibt die Motive und versucht, sie sachlich und geschichtlich zu ordnen.

### Alter Orient
In den Hochkulturen des alten Orients galt der jeweilige Herrscher als Gott oder Gottessohn. In Babylonien wurde er als Same eines Gottes, von einer Göttin geboren, verehrt; das Motiv einer Jungfrauengeburt fehlt. In Altägypten wurde seine natürliche Zeugung mythisch als Theogamie dargestellt: Der Gott Amun-Re kündigt der noch jungfräulichen Königsgattin den Thronerben an, wohnt ihr später in Gestalt des Pharaos bei und zeugt mit ihr dessen Sohn. Bei seiner Inthronisation erkennt er ihn im Himmel als seinen Sohn an. In Persien galt der endzeitliche Retter Saoschyant als vom Samen Zarathustras gezeugt, den eine im See badende Jungfrau aus dem Wasser empfangen habe.

### Griechisch-römische Antike
Im antiken Griechenland galten bedeutende Männer oft als von Göttern gezeugte und darum mit besonderen Fähigkeiten ausgestattete Gottmenschen. Nur wenige dieser Mythen deuten die Jungfräulichkeit ihrer Mütter an: So sei Ariston vom sexuellen Umgang mit seiner Gattin ferngehalten worden, bis diese den von Apollon mit ihr gezeugten Platon geboren habe. Die bis dahin unberührte Danaë habe den Samen des Gottes Zeus schlafend als Goldregen empfangen und sei so mit Perseus schwanger geworden. Alexander der Große sei durch Zeus oder Amun in Gestalt einer Schlange oder eines Blitzstrahls in der Hochzeitsnacht seiner Mutter gezeugt worden. Alle Beispiele malen die Zeugung nach Art menschlicher Sexualität aus, bei der der Same eines Gottes den eines Mannes ersetzt oder ihm zuvorkommt.
Die vierte Ekloge des römischen Dichters Vergil, entstanden 40 v. Chr., kündet die Rückkehr einer Jungfrau vom Himmel her und die Geburt eines Kindes, mit dem ein neues und letztes Zeitalter beginne, als aktuell bevorstehend an.
Der christliche Theologe Lactantius deutete diese Aussagen im 3. Jahrhundert als heidnische Weissagung auf Jesus Christus. Das angekündigte Kind wird jedoch nicht von der erwähnten Jungfrau geboren; mit dieser war die römische Göttin Justitia gemeint, deren Rückkehr beim Eintritt des goldenen Zeitalters ältere römische Sagen verkündeten. Diesen Eintritt erwartete Vergil hier vom Friedensschluss eines neugeborenen künftigen Herrschers, vermutlich von einem Sohn des Gaius Asinius Pollio oder dem späteren Kaiser Augustus.

### Judentum
Der Tanach erzählt mehrmals von wunderbaren Geburten bei Erzvätern, Rettern oder Propheten der Israeliten, aber nie durch Jungfrauen, sondern durch für unfruchtbar gehaltene Frauen wie Sara (Gen 18,10–14), Rebekka (Gen 25,21–26), Rachel (Gen 30,1f.22ff.), der Mutter Simsons (Ri 13,2–5.24) und Samuels (1Sam 1,2.5.11.19f.27; 2,20f.). Im 6. Kapitel der Urgeschichte (Gen 6,1–5 ) erfahren wir vom Verkehr mythischer Gottessöhne mit menschlichen Frauen. Dieser Vorgang ist in den Zusammenhang des Abfalls von Gott und der zunehmenden Sünde gestellt; aus den unerwünschten Verbindungen gehen keine Gottmenschen, sondern Sterbliche mit verkürzter Lebensdauer hervor. Damit geht die Genesis auf Distanz zu den Theogamie-Vorstellungen der Umwelt Israels.
Die deuteronomische Geschichtsschreibung widerspricht der altorientalischen Gottkönigsideologie, indem sie die Abhängigkeit aller Herrscher von Gottes Gnadenwahl und deren Widerrufbarkeit betont. Jüdische Thronfolger werden zwar bei ihrer Inthronisation manchmal analog zu altorientalischer Hofsprache als von Gott „gezeugter“ Sohn Gottes bezeichnet (Ps 2,7 ; 110,3 ), aber immer als bildhafter Ausdruck für eine Adoption, die den Erwählten zum Befolgen der Tora Gottes verpflichtet und beschlagnahmt. So lässt 2 Sam 7,12ff.  keinen Zweifel daran, dass der von Gott als Sohn erwählte Thronfolger vom Samen seines Vorfahren David stamme. Zudem ist der Sohn-Gottes-Titel nicht auf den König begrenzt, sondern kann auf alle gerechten Israeliten und das ganze berufene Volk Israel bezogen werden (z. B. in Hos 11,1 ).
Der seit Jesaja in prophetischen Texten angekündigte Heilsbringer wird nie als Sohn Gottes bezeichnet und nie als von einer Jungfrau geboren dargestellt, sondern als menschlicher Nachkomme Davids. Jes 7,14  wird heute nach dem hebräischen Wortlaut übersetzt:

„Deshalb wird mein Herr selbst dir ein Zeichen senden: Siehe, die junge Frau wird schwanger und gebiert einen Sohn, und sie wird ihn Immanuel nennen.“

Diese Stelle wurde im vor- und nachchristlichen Judentum nie als Vorhersage des Messias, sondern eines jüdischen Königs gedeutet. Die um 250 v. Chr. von Juden begonnene griechische Bibelübersetzung, die Septuaginta, übersetzte das hebräische Wort עלמה (alma, „junge Frau“ von Heiratsreife bis zur Geburt ihres ersten Kindes) nur dieses eine Mal mit παρθένος (parthenos) („Jungfrau“).
Jüdische Theologen lehrten auch im Einflussbereich des Hellenismus keine Jungfrauengeburt von Menschen. Philon von Alexandria lehrte nur eine Zeugung von Menschen durch Engel: So hätten die betagten Frauen der Patriarchen die verheißenen Nachkommen zur Welt gebracht. Diese Zeugung verstand er aber nicht sexuell, sondern allegorisch für die Geistbegabung und Tugendhaftigkeit von Müttern und Söhnen.
Das von Christen überarbeitete slawische Henochbuch aus dem 1. Jahrhundert enthielt in Kapitel 71, 1–23 eine jüdische Legende, nach der Melchisedek von einer Jungfrau geboren wurde. Der Mann seiner Mutter, ein Bruder Noachs, habe diese daraufhin verstoßen wollen. Von der Mutter des Mose erzählen jüdische Legenden keine Jungfräulichkeit, aber eine wunderbare Verjüngung vor ihrer Schwangerschaft. Weitere Motive aus Moselegenden wie die Geburts- und Auftragsankündigung durch Engel, die Namensgebung und Namenserklärung haben die neutestamentlichen Geburtsgeschichten beeinflusst.
Die Rabbiner bestritten die Gottessohnschaft Jesu und die Jungfräulichkeit Marias, indem sie Jesus seit etwa 100 n. Chr. polemisch als uneheliches Kind, gezeugt von einem römischen Legionär (siehe Panthera-Legende), darstellten (Schabbat XIV,4 und Tosefta Chullin II,22–24 im babylonischen Talmud). Im Frühmittelalter wurde diese Talmudpolemik in den Toledot Jeschu auf eine Unreinheit Marias ausgedehnt.

### Religionsgeschichtliche Exegese
In der religionsgeschichtlichen Exegese wurde seit 1924 oft ein direkter Einfluss altorientalischer, altägyptischer und hellenistischer Motive auf die neutestamentlichen Geburtsgeschichten und die Septuaginta-Fassung von Jes 7,14 angenommen. Deren vermutete Übernahme wurde aus Missionsinteressen der Urchristen erklärt: Sie hätten damit Jesu Bedeutung für gebildete Griechen und Römer, denen das Motiv einer göttlichen Zeugung von Heroen und Kaisern geläufig war, plausibel machen wollen.

## Neuere exegetische und systematisch-theologische Deutungen

### Zurückweisung religionsgeschichtlicher Ableitungen
Andere Neutestamentler weisen auf die Probleme der älteren religionsgeschichtlichen Herleitungen hin: Damit hätten Matthäus und Lukas Jesus in ein nichtjüdisches Konzept des heldenhaften Gottmenschen (Theios aner) eingeordnet, das seine Besonderheit einebne. Dem widerspreche ihre Darstellung der Toratreue Jesu: Er sei für sie der gehorsame Jude, der nur den altbekannten Willen Gottes erfülle und dazu den schmachvollen Kreuzestod auf sich nehme. Anders als bei antiken Analogien werde Jesu Zeugung nicht ausgemalt, und der Heilige Geist sei kein Zeuger, sondern nur Mittler der Zeugung durch Gott. Er sei im biblischen Sprachgebrauch weiblich (hebräisch) oder neutrisch (griechisch), nicht männlich.
Leonard Goppelt betonte deshalb die Bezüge der synoptischen Geburtslegenden zu biblischen Traditionen und den Zusammenhang der Jungfrauengeburt mit den Vorfahrenlisten:

„Er kam noch ungleich mehr als alttestamentlich Erwählte wie Isaak und Samuel aus dem in der Geschichte Neues schaffenden Geist Gottes. Das wollen die Hinweise auf die jungfräuliche Geburt aus dem Geist in Mt 1,18–20 und Lk 1,34 f. sagen. Den ägyptischen Mythen von der göttlichen Zeugung des Gottkönigs stehen sie fern.“

Heikki Räisänen sieht eine schöpfungstheologische Aussageabsicht der Evangelisten:

„Die Vorstellung betont, daß der Messias durch Gottes Schöpfungsakt gleichsam ‚ex nihilo‘ in die Welt kommt. Die eschatologische Würde Jesu wird nicht mehr nur auf Ostern (Röm 1,3f) oder auf die Taufe (Act 10,38), sondern schon auf die Stunde der Empfängnis datiert. Die Jungfrauengeburt erscheint zugleich als äußerste Steigerung des alttestamentlichen Motivs des Eingreifens Gottes bei der Geburt bedeutender Männer.“

Für Martin Karrer soll das Motiv der Jungfrauengeburt aussagen, dass Jesu Gottsein in Gottes ewigem Plan vor seiner Geburt, nicht erst in seiner Taufe oder Auferstehung, begründet sei.

### Karl Barth
Der reformierte Theologe Karl Barth vertrat seit seinem ersten Dogmatikentwurf über das Apostolische Credo (1927) die Lehre von der Jungfrauengeburt als notwendigen Teil des christlichen Glaubens und führte sie 1936 in seiner Kirchlichen Dogmatik aus.
Er gestand zu, dass dieser ökumenische Glaubenssatz im Neuen Testament nur schwach begründet sei, da Matthäus und Lukas selbst nicht auf ihn zurückkämen und auch die Missionspredigten der Jerusalemer Urgemeinde ihn nicht erwähnten. Andererseits hätten beide Evangelisten keinen Widerspruch der Jungfrauengeburt zur Davidsohnschaft Jesu gesehen, die ihre Stammlinien betonten. Mt 1,24 bestätige vielmehr, dass der Davidnachkomme Josef Jesus auf Gottes Befehl als rechtmäßigen Sohn adoptiert habe. Demnach sei Röm 1,3, wonach Jesus vom Samen Davids abstamme, nicht unbedingt biologisch zu verstehen. Auch die übrigen Evangelien und Paulus erwähnten nicht Josef als Vater, aber auffällig Maria als Mutter Jesu, beachteten also eventuell implizit ihre Besonderheit. Das NT-Zeugnis nötige also nicht zur Aufgabe dieses Dogmas.
Dieses sei aber nicht historisch-biologisch zu beweisen, sondern nur als Zeichen für die in Raum und Zeit singuläre, nur Gott selber mögliche Menschwerdung Gottes zu glauben. So wie das leere Grab allein den Glauben an Jesu Auferweckung nicht begründen konnte, so könne die Jungfrauengeburt an sich das Wunder „Gott war in Christus“ (2. Kor 5,19) nicht offenbaren. Aber dieses Zeichen sei nicht beliebig, sondern habe im NT eine ganz bestimmte Funktion: Es schließe aus, Gottes Menschwerdung doketisch als nur geistige, auch ohne Christus zugängliche Erkenntnis einer Göttlichkeit aller Menschen fehlzudeuten. Denn gerade die menschliche Herkunft Jesu werde hier als für Juden und Nichtjuden unvorstellbares, nur Gott mögliches Geheimnis ausgesagt, mit dem er seine Schöpfungsordnung durchbreche, um etwas völlig Neues zu schaffen. Diese Textstellen ließen sich daher nicht als Übernahme von mythischen Motiven göttlich gezeugter Gottmenschen erklären und nicht als unwesentliche Form eines auch ohne sie aussagbaren Inhalts abtun.
Damit deutete Barth die Jungfrauengeburt als radikale Kritik jeder natürlichen Theologie und jedes Synergismus: Darum kritisierte er ihre Deutungen bei Schleiermacher, Reinhold Seeberg, Paul Althaus und Emil Brunner. Jesus werde als echter leibhafter Mensch, aber anders als alle anderen gezeugt und geboren, weil die menschliche Natur an sich eben nicht fähig zur Aufnahme Gottes sei. Der Mensch in Gestalt Marias sei an sich nicht geeignet für Gottes freie Gnade, kein Abbild für eine Gottfähigkeit des Menschen, sondern empfange diese Fähigkeit für Gott erst im Akt der Empfängnis Christi selber.

### Wilfried Härle
Der protestantische Systematiker Wilfried Härle deutet die Jungfrauengeburt als eine der metaphorischen Antworten des NT auf die Frage nach dem göttlichen Ursprung Jesu Christi. Sie sei eine jüngere, schon im Urchristentum umstrittene Antwort; darauf verwiesen schon die Stammlinien, die zunächst Josefs natürliche Vaterschaft voraussetzen würden.
Er wies auf zwei Gefahren dieser Metapher hin. Man könne sie so auffassen, dass der Heilige Geist den männlichen Anteil an der Zeugung ersetze: Dann erscheine Jesus als Halbgott, der vom Geist die göttliche, von Maria die menschliche Natur geerbt habe, also weder wahrer Gott noch wahrer Mensch sei. Man könne auch schließen, menschliche Sexualität solle aus Jesu göttlichem Ursprung ausgeschlossen werden: Dann werde diese mit Sünde gleichgesetzt und könne nicht mehr positiv bewertet werden. Die Lehre von der immerwährenden Jungfräulichkeit Marias entspreche einem idealisierten asexuellen Frauenbild, das zusammen mit der christlichen Trennung von Eros und Agape sexual- und frauenfeindliche Tendenzen mit negativen Folgen für beide Geschlechter gefördert habe.
Dennoch weise die Metapher auf ein theologisches Problem hin, nämlich die Beteiligung des Menschen an der Inkarnation. Hier folgt Härle Karl Barths Deutung: Der aktiv wollende, verfügende, schöpferische und souveräne Mensch – gleich ob Mann oder Frau – werde in und durch Jesu besondere Geburt als ungeeignet für Gottes Offenbarung aufgedeckt; nur das reine Empfangen und Einwilligen in Gottes Schöpfermacht sei dieser angemessen. So gesehen sei jeder Mensch, der Jesus im Glauben aufnehme, vom Heiligen Geist gezeugt und neu geboren (Joh 1,12f). Der traditionellen Mariologie sei daher eine „Josefologie“ zur Seite zu stellen, die die männlich-väterliche Annahme seines Ausschlusses aus Gottes Menschwerdung bedenke (Mt 1,24; Lk 1,38).

### Gegenwärtige Einschätzung
In der neueren Zeit wird die Jungfrauengeburt im Rahmen der evangelischen Theologie weithin in Zweifel gezogen. Vereinzelt dringt diese Sichtweise auch in den freikirchlichen Raum vor. Der Direktor des Baptistischen Theologischen Seminars, Eduard Schütz, musste aufgrund seiner Bezweiflung der Jungfrauengeburt 1985 zurücktreten.